# Витти, Марио
Марио Витти (итал. Mario Vitti; 18 августа 1926, Стамбул — 14 февраля 2023, Рим) — итальянский исследователь новой греческой филологии, почётный профессор новой греческой филологии Университета Tuscia в Витербо, Италия.

## Биография
Марио Витти родился 18 августа 1926 года в Константинополе. По материнской линии Витти имел греческое происхождение. Вырос среди греческой общины Константинополя и в равной степени говорил и писал на греческом и итальянском языках. Вскоре после Второй мировой войны семья переехала из Константинополя в Италию. Учился в Риме, где и начал свою деятельность как исследователь новой греческой литературы. С 1957 года работал в Неаполитанском университете L’Orientale. В 1968 году получил назначение постоянным преподавателем в Университет Палермо. Был также приглашённым профессором в Париже, Женеве и Салониках, в последнее время преподавал в университете Тосканы, Витербо. Витти жил в Риме и являлся президентом итальянской Ассоциации новогреческих исследований (Associazione Nazionale di Studi Neogreci).
Витти являлся одним из ведущих специалистов Италии по всему спектру современной греческой литературы. Греческая литература обязана Витти обнаружением и вторым рождением старейшего текста новогреческого театра (диалога Николаоса Софианоса), неизвестной религиозной драмы Эвгена (греч. Ευγένα — Венеция 1646) Теодора Монцелезе (греч. Θεόδωρος Μοντσελέζε) с острова Закинф в 1965 году и 2 томов разных текстов одного из крупнейших греческих поэтов 19-го века Андреаса Калвоса в 1960 и 1963 годах. Витти обнаружил и сделал известной книгу безымянного греческого писателя, изданную в Браила, Румыния в 1870 году под названием "Военная жизнь в Греции (греч. Η Στρατιωτική ζωή εν Ελλάδι). Витти исследовал труды Фосколо, Уго, Поколение 30-х годов греческой литературы и анализировал поэтические произведения Одиссеаса Элитиса и итальянский перевод. Предметом его исследований был также итальянский литературный критик и историк Марио Петруччиани.
Витти вращался в литературных кругах и знал многих из великих поэтов, Элитиса и Сефериса в том числе лично

Библиотека Принстонского университета собрала и хранит работы Витти о греческих, турецких, итальянских и других поэтах и писателях с 1947 года по 1992 год и рукописи греческих авторов, собранные Витти.
Витти получил почётную докторскую степень университетов Парижа, Салоник и Кипра и награждён греческой ассоциацией писателей премией им. «Дидо Сотириу».
Скончался 14 февраля 2023 года.

## Работы
«Исследования»
- A. Kalvos e i suoi scritti in italiano. Неаполь 1960.
- Источники биографии Калвоса — (Hg.): Πηγές για τη βιογραφία του Κάλβου (Επιστολές 1813―1820). Фессалоники 1963.
- Eviena. Tragedia secentesca di Zante e gli influssi del teatro italiano su quello neoellenico. In: Accademie e biblioteche d’Italia, a. 31, n. 2-3, 1963
- Андреас Калвос — Calbo (Kalvos), Andrea. In: Dizionario Biografico degli Italiani 16, 1973 (online)
- История ново-греческой литературы — Storia della letteratura neogreca. издание Eri, 1971, переработанное и обновленное издание: Carocci 2001.
  - немецкое издание-Deutsche Übersetzung: Einführung in die Geschichte der neugriechischen Literatur. Übersetzung Ragni M. Gschwend, unter fachlicher Mitarbeit von Georg Veloudis. Hueber, München, 1972, Studienausgabe 1975, ISBN 3-19-006781-3.
  - греческое издание-: Ιστορία της Νεοελληνικής Λογοτεχνίας. Μετάφραση Μυρσίνης Ζορμπά. Odysseas, Athen, 1978, online, 1989, 2003, ISBN 9-602-10460-0
  - французское издание -: Histoire de la littérature grecque moderne. Texte francais de Renée-Paule Debaisieux, Hatier, Paris, 1989, ISBN 9-607-30301-6
- Одиссеас Элитис. Библиография 1935-1971-Οδυσσέας Ελύτης. Βιβλιογραφία 1935―1971. Ίκαρος, Афины, 1977.
- Поколение тридцатых: идеология и форма -H γενιά του τριάντα: Ιδεολογία και μορφή. Ερμής, Афины, 1977. Расширенное издание : Ερμής, Афины 1995, online
- Идеологическое функционирование греческого бытописания -Ιδεολογική λειτουργία της ελληνικής ηθογραφίας. Κέδρος, Αθήνα, 1978; третье, дополненное издание, 1991, online.
- Разрушение и речь. Введение в поэзию Георгиоса Сефериса -Φθορά και λόγος. Εισαγωγή στην ποίηση του Γιώργου Σεφέρη. Βιβλιοθήκη της Εστίας, Αθήνα, 1978, переработанное издание 1989. Рецензия на книгу: John E. Rexine, The Poet George Seferis And His Greek Critics, online (недоступная ссылка) (PDF).
  - французское издание-Französische Übersetzung: Introduction à la poésie de Georges Séféris. L’Harmattan, Paris, 2000, ISBN 2738441823
- Одиссеас Элитис. Критическое исследование -Οδυσσέας Ελύτης. Κριτική μελέτη. Ερμής Αθήνα, Athen, 1984, переиздание 1986.
- (Hg.): Testi letterari italiani tradotti in greco (dal '500 ad oggi). Atti del IV Convegno di Studi Neogreci, Viterbo 20-22 maggio 1993. Rubbettino editore, Soveria Mannelli-Messina, 1994.
- Введение в поэзию Элитиса. Выбор критических текстов -Εισαγωγή στην ποίηση του Ελύτη. Επιλογή κριτικών κειμένων. Πανεπηστημιακές Εκδώσεις Κρήτης,Ηράκλειο, 1999.
- Офис с видом. Статьи и речи -Γραφείο με θέα. Άρθρα και ομιλίες. Εργογραφία με Αυτοβιογραφικό σχόλιο. εκδ. ΜIΕΤ, Αθήνα, 2007. Рецензия на книгу: online Архивная копия от 8 мая 2013 на Wayback Machine (на греческом)
- Istanbul nella memoria. Bulzoni, Рим, 2010 (Saggi di greco moderno), ISBN 8-878-70504-7.
- Petrucciani e la Grecia Moderna. οnline (PDF).

Издания неизвестных и забытых текстов греческой литературы
- Теодорос Монцелесис, « Эвгена» — (Hg.): Teodoro Montselese, Ευγένα. Неаполь, 1965.
- на греческом- (Hg., Giuseppe Spadaro): Τραγωδία ονομαζομένη ΕΥΓΕΝΑ του Κυρ Θεοδώρου Μοντσελέζε 1646. Афины, 1995.
- Военная жизнь в Греции — Η Στρατιωτική ζωή εν Ελλάδι. Xειρόγραφον έλληνος υπαξιωματικού. Ερμής , Αθήνα, 1977.
- Результаты любви. Истории этически-эротические- Έρωτος αποτελέσματα. Ιστορίαι ηθικο-ερωτικαί. Οδυσσέας, Αθήνα, 1993.

Переводы
- Elytis, Poesie. Procedute dal Canto eroico e funebre per il sottotenente caduto in Albania. Roma, Il Presente, 1952.
- Nikos Kazantzakis, Cristo di nuovo in croce. Milano, Mondadori, 1955. (Original: Ο Χριστός ξανασταυρώνεται)
- Poesia greca del ‘900. A cura di Mario Vitti. Ed. Guanda, Parma, 1966.
- Ghiorgos Seferis, «Seferis». Editrice La Nuova Italia, Firenze (collana Il Castoro).